# Skarðsvík
Skarðsvík är en vik i Färöarna (Kungariket Danmark).   Den ligger i sýslan Norðoyar, i den nordöstra delen av landet, 40 km nordost om huvudstaden Torshamn. Skarðsvík ligger på ön Fugloy.